# Sexta

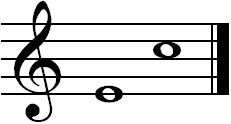
Sexta menor mi-do.

Sexta mayor do-la.

Se denomina sexta al intervalo de seis grados entre dos notas de la escala musical. 
Existen diferentes tipos de sextas:
- Disminuidas: se producen cuando hay tres tonos y un semitono de distancia entre las dos notas.
  - Las sextas disminuidas tienen la misma longitud tonal que las quintas justas.
- Menores: se producen cuando hay cuatro tonos de distancia entre las dos notas.
  - Las sextas menores tienen la misma longitud tonal que las quintas aumentadas.
- Mayores: se producen cuando hay cuatro tonos y un semitono de distancia entre las dos notas.
  - Las sextas mayores tienen la misma longitud tonal que las séptimas disminuidas.
- Aumentadas: se producen cuando hay cinco tonos de distancia entre las dos notas.
  - Las sextas aumentadas tienen la misma longitud tonal que las séptimas menores.

La sexta menor corresponde a la relación de frecuencias 8:5, mientras que la sexta mayor corresponde a la relación 5:3.

## Sextas en música clásica
- El estudio op. 25 n.º 8 de Fréderic Chopin está compuesto específicamente para practicar las sextas en ambas manos.
- La transcripción de Franz Liszt de la ópera Rigoletto de Verdi contiene dos cadenzas de sextas menores descendentes cromáticas[1]

## Canciones que comienzan por sexta
- Comienzan con una sexta menor ascendente:
  - «Manhã de Carnaval» (u «Orfeo Negro»), de Luiz Bonfá.
  - «Conquest of Paradise», de Vangelis, tema de la película 1492: La conquista del paraíso.
  - «L'orage» y «Les trompettes de la renommée», temas de Georges Brassens.

- Comienzan con una sexta menor descendente:
  - El tema principal de la película Love Story.
  - «Chega de Saudade» (también conocido en inglés como «No more Blues»), de Antonio Carlos Jobim.

- Comienzan por una sexta mayor ascendente:
  - «Everybody Loves Somebody Sometime», canción interpretada entre otros por Dean Martin, Frank Sinatra y Dinah Washington.
  - «Mambrú se fue a la guerra», canción popular.
  - «Je L'aime A Mourir», tema de Francis Cabrel.
  - «All Blues», de Miles Davis.

- Comienza por una sexta mayor descendente:
  - «Nobody Knows the Trouble I've Seen», canción espiritual.